# Comuna de Sztutowo
Sztutowo (polaco: Gmina Sztutowo) é uma gminy (comuna) na Polónia, na voivodia de Pomerânia e no condado de Nowy Dwór. A sede do condado é a cidade de Sztutowo.
Conforme os censos de 2004, a comuna tem 3551 habitantes, com uma densidade 33 hab/km².

## Área
Estende-se por uma área de 107,49 km², incluindo:
- área agrícola: 32%
- área florestal: 17%

## Demografia
Dados de 30 de Junho 2004:
|                      | Total   | Total | Mulheres | Mulheres | Homens  | Homens |
| -------------------- | ------- | ----- | -------- | -------- | ------- | ------ |
|                      | pessoas | %     | pessoas  | %        | pessoas | %      |
| População            | 3551    | 100   | 1787     | 50,3     | 1764    | 49,7   |
| Densidade (pop./km²) | 33      | 100   | 16,6     | 16,6     | 16,4    | 16,4   |

De acordo com dados de 2005, o rendimento médio per capita ascendia a 1994,67 zł.

## Comunas vizinhas
- Krynica Morska, Nowy Dwór Gdański, Stegna, Comuna de Tolkmicko.